# Hyrcanana meridianalis
Hyrcanana meridianalis är en fjärilsart som beskrevs av Shchetkin 1963. Hyrcanana meridianalis ingår i släktet Hyrcanana och familjen juvelvingar. Inga underarter finns listade i Catalogue of Life.